# Albertus Huges

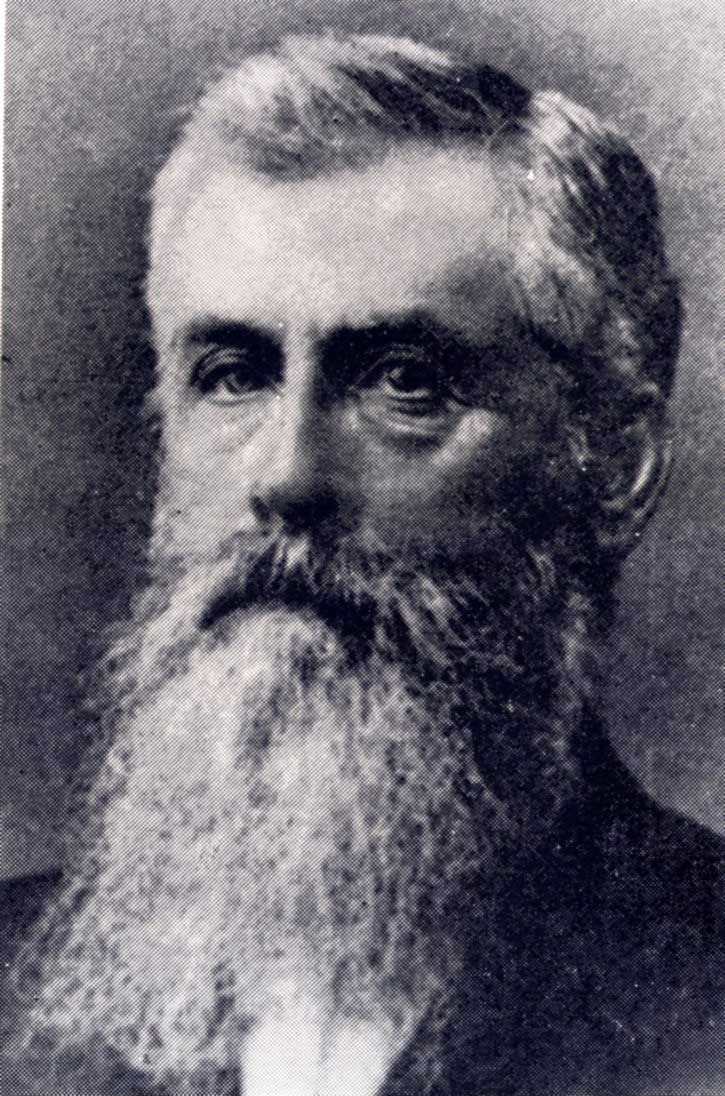
Albertus Timotheusz Huges (1842–1904)

Albertus Thimoteusz Huges (Gasselternijveen, 19 september 1842 – aldaar, 26 september 1904) was houthandelaar, aannemer en burgemeester van Gasselte.

## Leven en werk
Albertus Huges, zoon van de koopman Thimotheus Huges en Roelfina Jechina Prins, werd in 1889 benoemd tot burgemeester van Gasselte. Naar verluidt had zijn imponerende gestalte, rijdend in een sjees naar Assen, zo'n indruk op de commissaris van de Koningin gemaakt, dat daardoor andere kandidaten niet meer in aanmerking voor benoeming tot burgemeester kwamen.
Huges had al voor zijn burgemeesterschap in 1868, als aannemer, de openbare school in Gasselternijveen gebouwd, tegen een aanneemsom van ƒ 2.700.
Huges was in 1865 getrouwd met Lummechien Spier uit Stadskanaal. Op 19 januari 1891 brandde de burgemeesterswoning af. Twee van hun kinderen, de veertienjarige Marchien en de elfjarige Alida, kwamen hierbij om het leven. Volgens een bericht in de Leeuwarder Courant werd ook de dienstmeid levensgevaarlijk gewond. De gehele inboedel en de veestapel ging verloren.
Na zijn overlijden in 1904 werd hij opgevolgd door zijn halfbroer Jan Huges. Ook zijn zoon Harm Huges werd in de jaren twintig van de 20e eeuw burgemeester van Gasselte.